# Беспечная (Черкасская область)

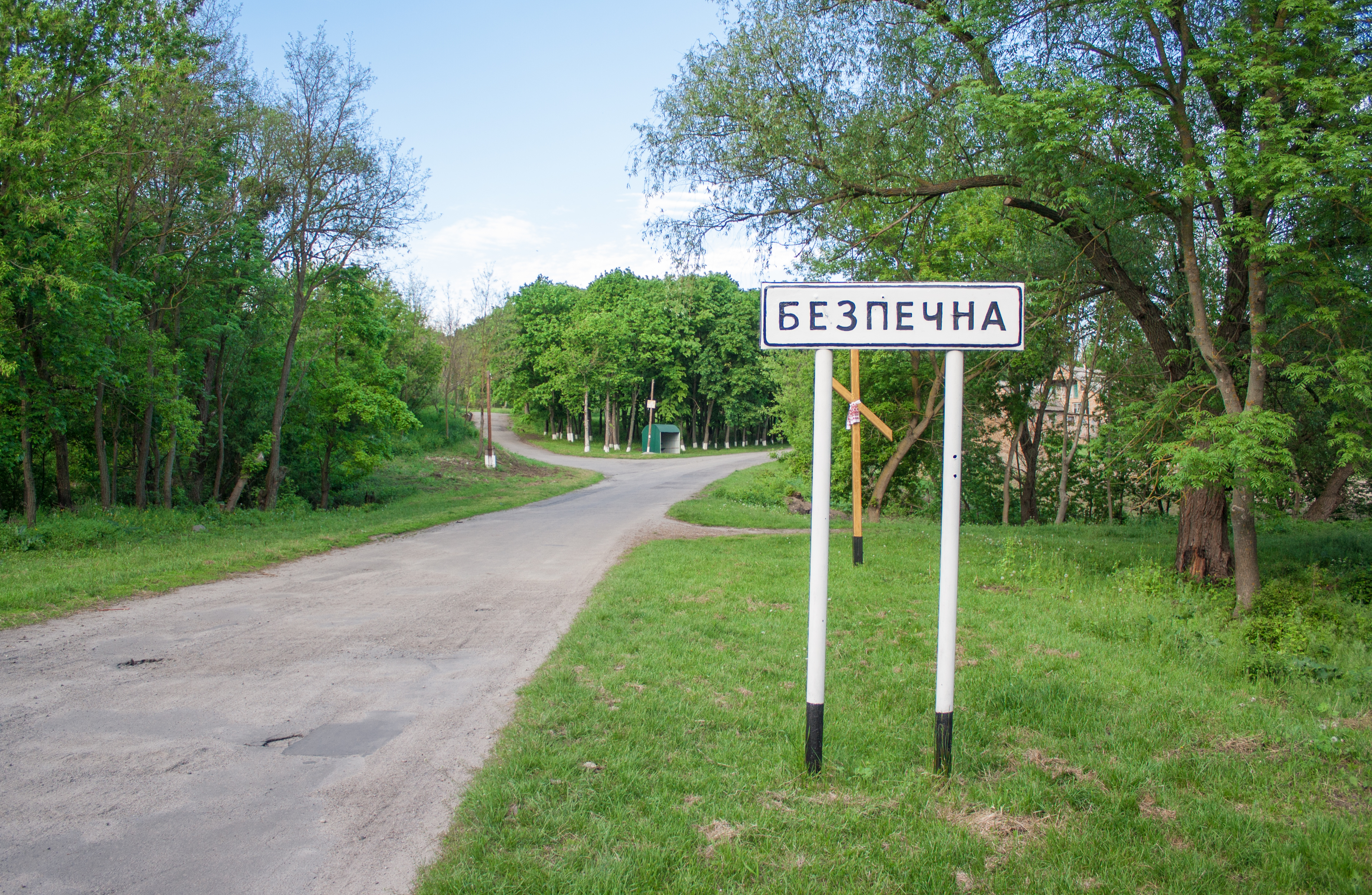
Въезд в село Беспечная

Беспечная (укр. Безпечна) — село в Жашковском районе Черкасской области Украины.
Население по переписи 2001 года составляло 436 человек. Почтовый индекс — 19251. Телефонный код — 4747.

## Местный совет
19251, Черкасская обл., Жашковский р-н, с. Беспечная